# Wilfried Kunde
Wilfried Kunde (* 1967 in Nordhorn) ist ein deutscher Experimentalpsychologe und Professor für Allgemeine Psychologie an der Julius-Maximilians-Universität Würzburg.
Wilfried Kunde promovierte 1998 an der Universität Würzburg (Dissertation: „Lokationsspezifische Stimuluserwartungen in der visuellen Suche“). Im Jahr 2002 wechselte er an die Martin-Luther-Universität Halle-Wittenberg; 2004 wurde er an der Universität Würzburg habilitiert. Im Jahr 2007 wurde er zum Professor für Forschungsmethoden und Kognitionspsychologie an der Technischen Universität Dortmund ernannt, 2010 folgte er einem Ruf an die Universität Würzburg. Er war  Mitherausgeber der Zeitschrift Psychological Research und Mitglied des Fachkollegiums Psychologie der Deutschen Forschungsgemeinschaft.
Seine Forschung beschäftigt sich mit der kognitiven Repräsentation von Handlungsplänen, Leistung bei Doppelaufgabentätigkeit, unbewusster Informationsverarbeitung und exekutiven Kontrollfunktionen. Das von ihm beschriebene Phänomen der Reaktions-Effekt-Kompatibilität stellt einen zentralen Befund in der Forschung zu effektbasierten Modellen menschlichen Handelns dar. Er entwickelte darüber hinaus den sog. Action-Trigger-Ansatz zur Beschreibung unbewusster Informationsverarbeitung.

## Schriften (Auswahl)
- W. Kunde: Response–effect compatibility in manual choice reaction tasks. In: Journal of Experimental Psychology: Human Perception and Performance. Band 27, 2001, S. 387–394.
- W. Kunde, J. Hoffmann, P. Zellmann: The impact of anticipated action effects on action planning. In: Acta Psychologica. Band 109, Nr. 2, 2002, S. 137–155.
- W. Kunde, A. Kiesel, J. Hoffmann: Conscious control over the content of unconscious cognition. In: Cognition. Band 88, Nr. 2, 2003, S. 223–242.
- W. Kunde: Antezedente Effektrepräsentationen in der Verhaltenssteuerung. In: Psychologische Rundschau. Band 57, 2006, S. 34–42.
- R. Pfister, D. Dignath, B. Hommel, W. Kunde: It takes two to imitate: Anticipation and imitation in social interaction. In: Psychological Science. Band 24, 2013, S. 2117–2121.
- O. Herbort, W. Kunde: Spatial (mis-)interpretation of pointing gestures to distal referents. In: Journal of Experimental Psychology: Human Perception and Performance. Band 42, Nr. 1, 2016, S. 78–89.